# Federacija
Federacija (od lat. foedus - savez) ili savezna (federativna) država je na ustavnopravnom temelju osnovana zajednica više jedinica, koje se nazivaju države, republike, provincije, zemlje, pokrajine (federalne jedinice). Savezna država (federacija) je kao takva subjekt međunarodnog prava. Ona nastupa u međunarodnim odnosima za cjelokupnost u njoj okupljenih federalnih jedinica. 

## Obilježja
Ne postoje, niti su u povijesti postojale federacije istovjetnog tipa, već postoje znatne razlike te svaka federalna država ima svoje osobitosti. To se osobito izražava u činjenici što su neke federacije razvile jače elemente decentralizacije, dok je kod drugih jače istaknuta centralizacija i elementi unitarizma. Međutim može se reći da su opće karakteristike federacija sljedeće:
- vlast federacije nije izvedena iz vlasti federalnh jedinica, nego je orginarna, određena federalnim ustavom
- jedino je savezna vlast suverena, dok vlast federalnih jedinica to nije, stoga se ne mogu smatrati niti državama. One nisu neovisne, već samo raspolažu određenim stupnjem autonomije
- savezna vlast se prostire izravno na države članice (za razliku od konfederacije) i njezine građane, i pravna snaga njenih akata nije uvjetovana priznanjem od federalnih jedinica
- federacija je zapravo decentralizirana država, jer je federalnim jedinicama ostavljena, a sve u okviru saveznog ustava, samouprava u kojoj mogu djelovati njihova vlastita tijela (zakonodavstvo, sudstvo, uprava).

## Imaju li federalne jedinice međunarodu osobnost
Pitanje imaju li federalne jedinice međunarodnu osobnost i u kojoj mjeri je ima ovisi, s jedne strane, o ustavnom uređenju te države, a s druge strane, prihvaćaju li druge držve da s tim jedinicma stupe u međunarodne odnose u okviru unutrašnjim ustavnim propisom određene nadležnosti tih jedinica. 
Među saveznim državama koje danas postoje ustavni poredak većine od njih ne priznaje sastavnim jedinicama nikakvu nadležnost u međunarodnim odnosima. No, to pravilo ne vrijedi općenito. Primjeri za to su SAD, Švicarska, Njemačka, gdje i po ustavnim propisima i po međunarodnoj praksi sastavne jedinice federacije imaju neku više ili manje ograničenu sposobnost izravnog nastupanja prema drugim subjektima međunarodnog prava. Tako u Švicarskoj kantoni mogu sklapati ugovore koji se tiču gospodarstva, lokalnog prometa i redarstva, ali samo s nižim tjelima druge države, uz uvjet da nisu protivni ustavu. Za ostale ugovore sklapaju se posredstvom saveza (savez sklapa ugovore u ime kantona). U Njemačkoj savezne zemlje mogu sklapati ugovore sa stranim državama uz odobrenje savezne vlade. Iz tih primjera vidljivo je da, i ako postoji mogućnost da federalne jedinice budu subjekti međunarodnog prava, one imaju vrlo ograničenu djelatnu sposobnost, a gotovo uvijek s kontrolom saveznih tijela.
Savezna država je inače međunarodno odgovorna za čini svojih federalnih jedinica i ne može se reći da na odnosni čin nema i ne može imati utjecaja.
U pravnoj znanosti postoji nekoliko shvaćanja o tome jesu li federalne jedinice države ili nisu. Ta shvaćanja teoretičara može se svesti na tri osnovna:
1. jedni smatraju da je suverenost bitan element za državu te ističu kako federalne jedinice nisu suverene, jer na njima postoji veća, federalna vlast, pa prema tome federalne jedinice nisu države;
2. drugi smatraju da je svaka federacija sastavljena na osnovi ugovornog/sporazumnog pristanka federalnih jedinica, pa prema tome da su jedinice koje su dale taj pristanak i dalje ostale suverene, a pogotovo ako imaju pravo otcjepljenja od federacije
3. treći su išli kompromisnim putem, te su istaknuli da je država - i federacija i federalna jednica. To znači da se nekoliko država (federalnih jedinica) nalazi unutar jedne države (federacije). Smatraju da je ugovornim/sporazumnim pristankom stvorena federacija pa su jedan dio suverenosti federalne jedinice prenijele na savez, čime je izvršena podjela suverenosti

## Pravo na odcjepljenje
Neki ustavi daju pravo federalnim jedinicam tzv. pravo na otcjepljenje federalnih jedinica iz federacije. Neki teoretičari osporavaju to pravo, tvrdeći u svojoj ekstremnoj varijanti da je federacija isto što i unitarna država, samo s većim stupnjem decentralizacije i određenom širom samoupravom.

## Razlikovanje federacije i konfederacije
Vidi članak: Konfederacija

## Savezne države danas
- Argentina
- Australija
- Austrija
- Belgija
- Bosna i Hercegovina
- Brazil
- Etiopija
- Indija
- Irak
- Kanada
- Komori
- Malezija
- Meksiko
- Mikronezija
- Nigerija
- Njemačka
- Pakistan
- Rusija
- Sveti Kristofor i Nevis
- Sudan
- Švicarska
- Sjedinjene Američke Države
- Venezuela
- Ujedinjeni Arapski Emirati

## Poveznice
- Složene države
- Konfederacija